# Vombs Norregård
Vombs Norregård este o arie protejată (arie specială de conservare — SAC, sit de importanță comunitară — SCI) din Suedia întinsă pe o suprafață de 30,3 ha, integral pe uscat.

## Localizare
Centrul sitului Vombs Norregård este situat la coordonatele 55°41′05″N 13°32′51″E / 55.6847°N 13.5476°E.

## Înființare
Situl Vombs Norregård a fost declarat sit de importanță comunitară în iulie 2000 pentru a proteja 1 specie de animale. Situl a fost protejat și ca arie specială de conservare în martie 2011.

## Biodiversitate
Situată în ecoregiunea continentală, aria protejată conține 3 habitate naturale: Pajiști uscate europene, Pajiști cu Molinia pe soluri calcaroase, turboase sau argilos-nămoloase (Molinion caeruleae), Vegetație psamofilă uscată cu pășuni deschise de Corynephorus și Agrostis.
La baza desemnării sitului se află o specie protejată de  nevertebrate: Vertigo angustior.